# Boris Milošević (rukometni sudac)
Boris Milošević, hrvatski međunarodni rukometni sudac.

## Igračka karijera
Igrao je u 1. Hrvatskoj rukometnoj ligi igrajući za Osijek, kao i kolega iz sudačkog para Matija Gubica. Bio je dobar klupski igrač. Aktivna igračka karijera trajala mu je desetak godina.

## Sudačka karijera
Za sudački poziv su se sasvim slučajno odlučili. Predsjednik tadašnjeg Zbora rukometnih sudaca Osijek Ivo Pranjić pozvao je njega i kolegu Matiju Gubicu te su se Gubica i Milošević odlučili okušati kao suci. O trenerskoj karijeri nisu razmišljali jer su onda bili premladi za trenerski poziv. Sudački ispit položio je 1999. godine.
Sudio je na velikim športskim natjecanjima u paru sa sucem Matijom Gubicom i najbolji su svjetski sudački par. Sudio na svjetskim prvenstvima u rukometu u Hrvatskoj 2009., Španjolskoj 2013. i Kataru 2015. godine. Sudio je na Europskom prvenstvu u Hrvatskoj 2018., gdje su izborili čast suditi završnicu. Još veće priznanje dobio je na svjetskom prvenstvu 2019. u Danskoj i Njemačkoj, gdje je u paru sa svojim kolegom Matijom Gubicom dobio povjerenje suditi zahtjevnu poluzavršnicu između domaćina Danske i branitelja naslova Francuske i zatim i završnu utakmicu prvenstva.
Sudio je i na finalu Svjetskog prvenstva za rukometašice 2011. u Brazilu između Norveške i Francuske, na europskim prvenstvima od 2014. do danas te na Olimpijskim igrama u Londonu 2012. godine. Sudio je dvaput završnicu Lige prvakinja. Gubica i Milošević jedini su svjetski sudački par koji je sudio na istom prvenstvu poluzavršnicu i završnicu, i to dvaput, na ženskom SP-u i na muškom SP-u.